# Diguetidae
Los diguétidos (Diguetidae) son una familia de arañas araneomorfas. Igual que las arañas Sicariidae y Scytodidae, estas arañas son haploginas (carecen de órganos genitales femeninos endurecidos) y tienen seis ojos, que están ordenados en tres pares. Viven en telas de araña enredadas con forma de cono en el cual ocultan y ponen los huevos. 
La familia es pequeña (dos géneros y solamente 15 especies) y se confina al Nuevo Mundo, donde se encuentran generalmente en desiertos. Los miembros del género Diguetia generalmente construyen sus telas en arbustos o entre cactus. Aunque tienen el mismo grupo de tres pares de ojos que las arañas venenosas de la familia Sicariidae, no se sabe si estos géneros pueden ser dañinos para los seres humanos.
Diguetidae a veces se considera una subfamilia de Plectreuridae.

## Especies
Diguetia Simon, 1895
- Diguetia albolineata (Pickard-Cambridge, 1895) (EE. UU., México)
- Diguetia andersoni Gertsch, 1958 (USA)
- Diguetia canities (McCook, 1889)  (USA, México)
  - Diguetia canities dialectica Chamberlin, 1924 (México)
  - Diguetia canites mulaiki Gertsch, 1958 (USA)
- Diguetia catamarquensis (Mello-Leitão, 1941) (Argentina)
- Diguetia imperiosa Gertsch & Mulaik, 1940 (USA, México)
- Diguetia mojavea Gertsch, 1958 (USA)
- Diguetia propinqua (O. P.-Cambridge, 1896) (México)
- Diguetia signata Gertsch, 1958 (USA)
- Diguetia stridulans Chamberlin, 1924 (México)

Segestrioides Keyserling, 1883
- Segestrioides badia (Simon, 1903) (Brasil)
- Segestrioides bicolor Keyserling, 1883 (Perú)
- Segestrioides copiapo Platnick, 1989 (Chile)
- Segestrioides tofo Platnick, 1989 (Chile)